# NHKみんなのうた 50 アニバーサリー・ベスト 〜誰かがサズを弾いていた〜
『NHKみんなのうた 50 アニバーサリー・ベスト 〜誰かがサズを弾いていた〜』（エヌエイチケーみんなのうた ごじゅう アニバーサリー・ベスト だれかがサズをひいていた）は、2011年4月27日に発売された、NHKの音楽番組『みんなのうた』の放送開始50周年記念ベスト・アルバムのシリーズ。

## 概要
- 本作は、日本コロムビアから2枚組で発売された。

## 収録曲

### Disc 1
- 1.踊ろう楽しいポーレチケ
- 2.線路は続くよどこまでも
- 3.ドロップスの歌
- 4.五匹のこぶたとチャールストン
- 5.コックのポルカ
- 6.たのしいね
- 7.地球を七回半まわれ
- 8.ちびっこカウボーイ
- 9.夕日が背中を押してくる
- 10.勇気一つを友にして
- 11.くいしんぼうのカレンダー
- 12.宗谷岬
- 13.はじめての僕デス
- 14.天使のパンツ
- 15.虫歯のこどもの誕生日
- 16.ビューティフルネーム
- 17.キャンディの夢
- 18.オランガタン
- 19.ふたごのオオカミ大冒険
- 20.コンピューターおばあちゃん

### Disc 2
- 1.走れジョリィ
- 2.オナカの大きな王子さま
- 3.南の島の花よめさん
- 4.しあわせのうた
- 5.ラジャ・マハラジャー
- 6.おふろのうた
- 7.ふたりは80才
- 8.クマのぬいぐるみ
- 9.怪盗夢之介
- 10.ヘドラーの山
- 11.川はだれのもの?
- 12.そらとぶくじら
- 13.ペンギンパラダイス
- 14.メッセージ・ソング
- 15.ママの結婚
- 16.象だゾウ
- 17.なんのこれしき ふろしきマン
- 18.MOTTAINAI 〜もったいない〜
- 19.HANA
- 20.誰かがサズを弾いていた